# Clara Vogedes

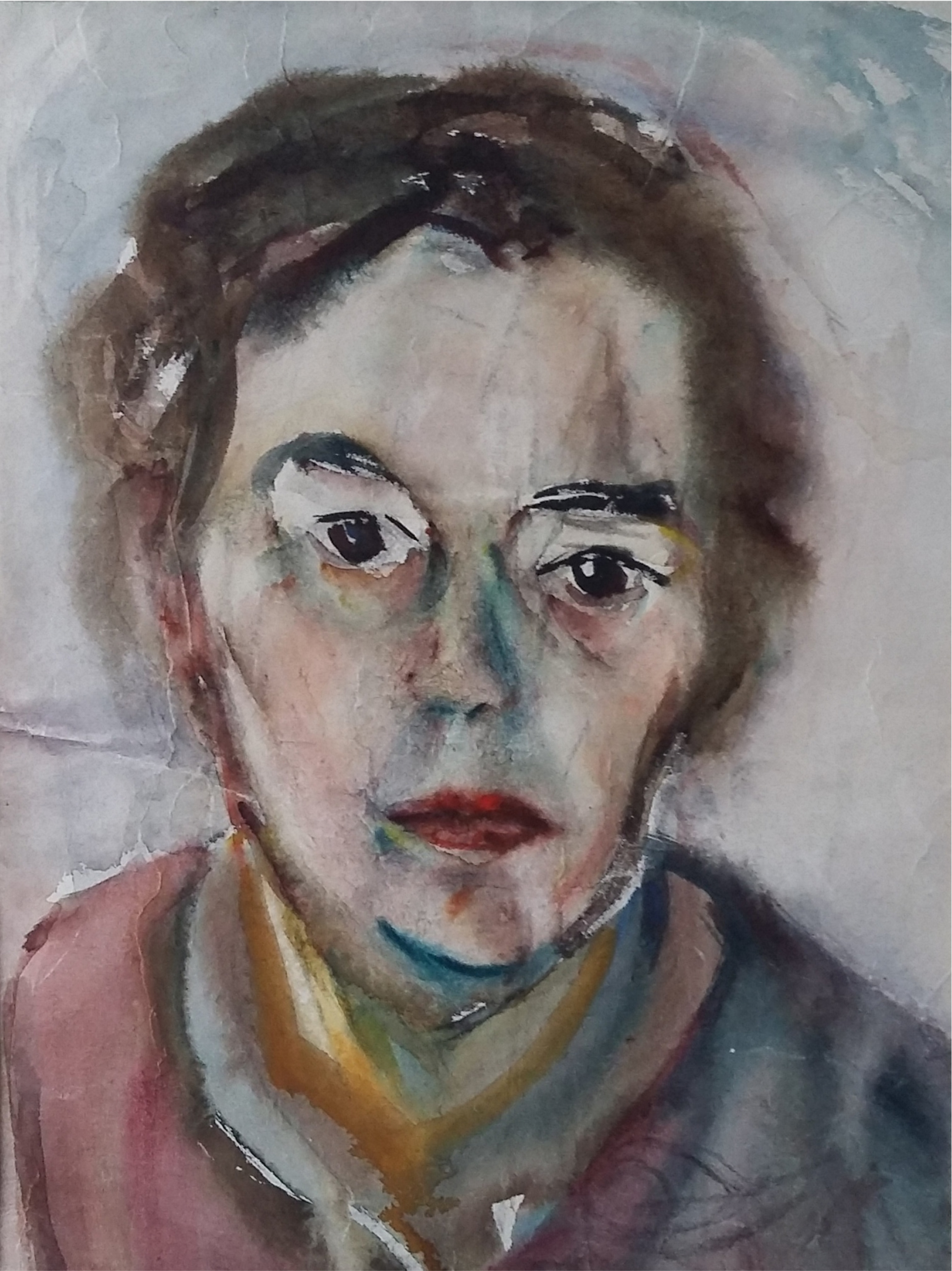
Selbstporträt, 1955

Clara Vogedes, geborene Homscheidt (* 1892 in Krefeld; † 1983 in Heilbronn), war eine deutsche Malerin.

## Leben

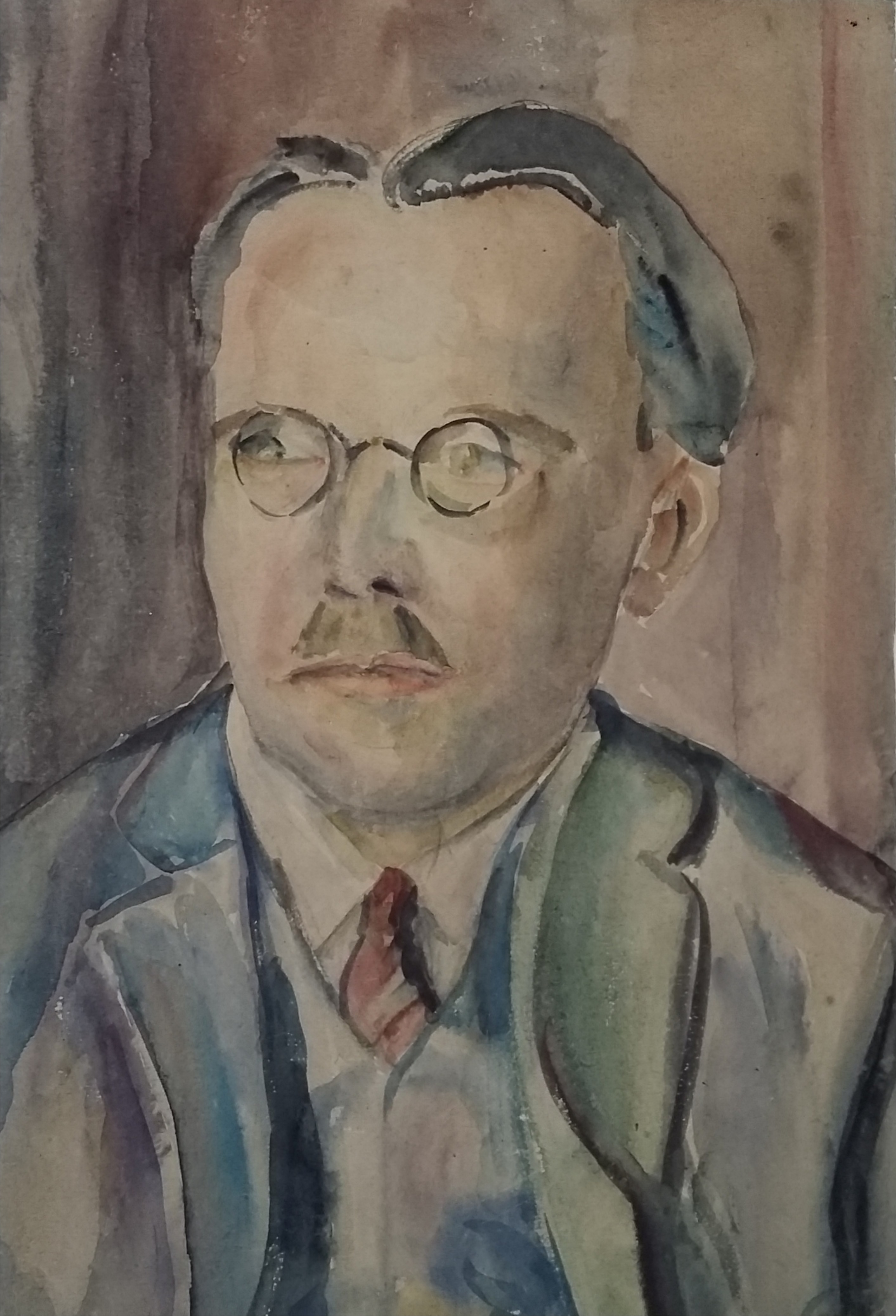
Alois Vogedes, 1929

Clara Vogedes stammte aus einer gutbürgerlichen Familie in Krefeld. Nach der Schulzeit absolvierte sie ein Sprachstudium in Rolle am Genfersee, das sie mit dem französischen Dolmetscherdiplom abschloss. Nach dem Besuch einer Ausstellung von Paula Modersohn-Becker im Jahr 1910 reifte ihr Wunsch, Malerin zu werden. Anschließend nahm sie Unterricht in Aquarellmalerei bei Henri Duvoisin in Genf und dann in Ölmalerei bei Henry van de Velde in Krefeld. Sie malte zunächst einige Ölbilder, später nur noch selten.
1917 heiratete sie den Journalisten, Schriftsteller und Heimatdichter Alois Vogedes. Sie hatten zusammen vier Töchter.

## Wirken

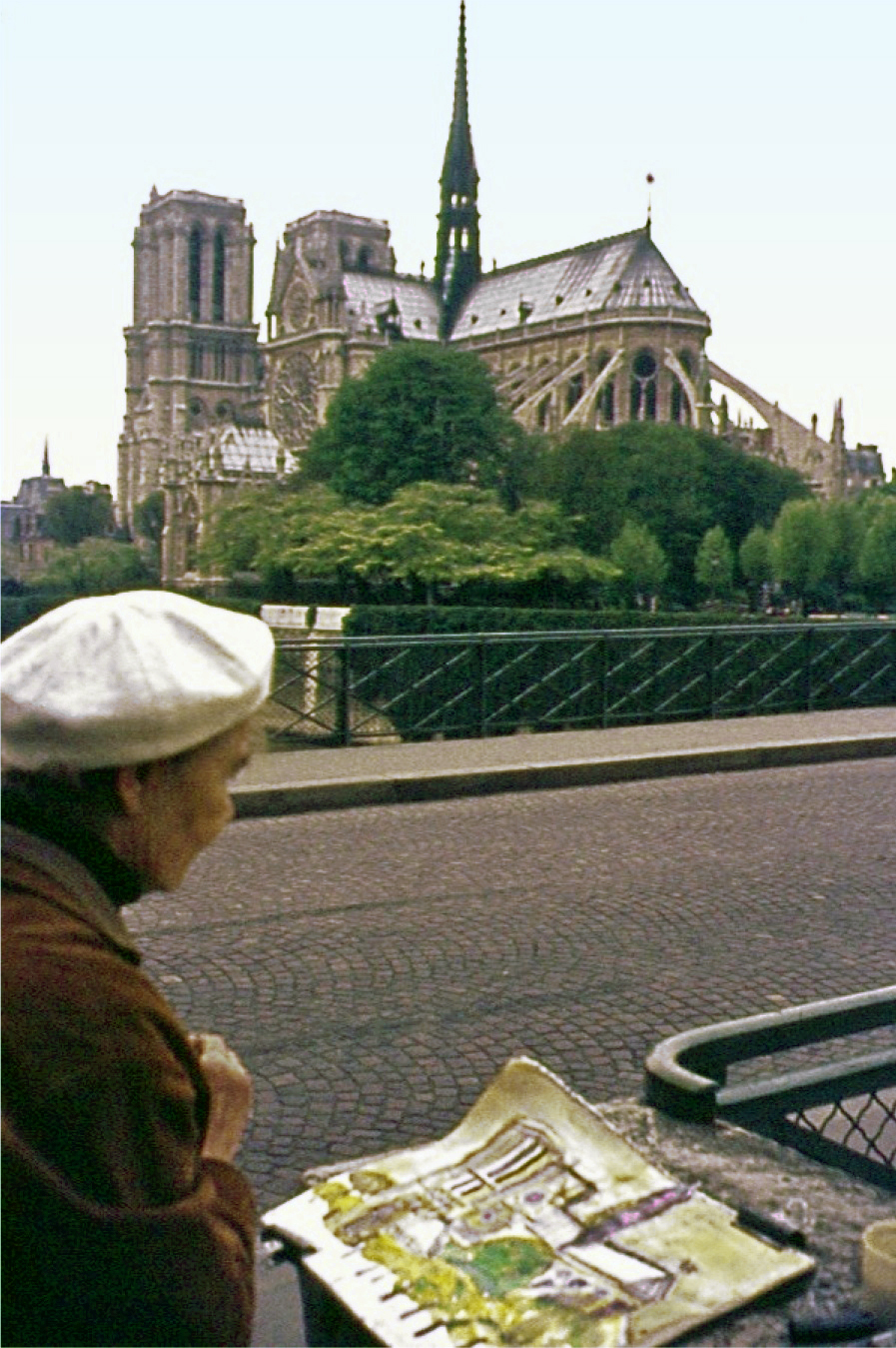
Clara Vogedes in Paris 1976

Die bürgerlich-republikanische Gesinnung ihres Ehemannes hatte ständige Berufs- und Ortswechsel zur Folge. So arbeitete Alois als Redakteur verschiedener Zeitungen, oft als Journalist, u. a. in Hannover, Trier, Neunkirchen und Paderborn. Clara bewegte sich immer in literarischen, künstlerischen Kreisen, so in Hannover in der Gruppe um Kurt Schwitters, der zentralen Figur des „Hannover-Dadaismus“, und in Paderborn in der Gruppe von Dichtern um Alois Vogedes, als Erben von Peter Hille. 1926 bekam ihr Mann ein Angebot aus Trier, wo sich Clara Vogedes dem Trierer Malerkreis anschloss. In Trier hatte sie im Jahr 1935 ihre erste Einzelausstellung.
In Neunkirchen malte sie Szenen aus der Arbeitswelt: Männer an Hochöfen, in Walzwerken und Drahtziehereien.
Im Porträt ihres Mannes (1929) und ihrem Selbstporträt „Die Malerin“ (1933) zeigte sie sich als Meisterin der Aquarelltechnik, „die viel Konzentration und Können abverlangt, denn ist die Farbe einmal aufgetragen, sind Korrekturen kaum noch möglich.“
Kurz vor Kriegsende zog die Familie nach Paderborn, wo die zerstörte Stadt und der Dom die Hauptmotive darstellten.

„Den Aquarellen dieser Zeit [...] merkt man die meisterhafte Beherrschung der Technik an: Zarteste Farbverläufe, opalisierende Übergänge von Ton zu Ton, drastisch dagegen gesetzte Bunttöne, dunkle Akzente, spröde, trockene Pinselspuren, die das Relief des Papiers sichtbar machen, dann wieder das durchsichtige Übereinanderschichten der Farben in sparsamer Palette, das Auswischen der Farben, das fast an Kreidezeichnungen denken lässt. Die Arbeiten entstehen schnell und spontan, und immer direkt vor dem Motiv, es sind ‚Arbeiten aus dem Rucksack‘, wie Clara Vogedes sie selbst nennt.“

Im Winter widmete sie sich der Batik, die sie durch ihr Wissen um die Farbverläufe in der Aquarellmalerei bereicherte. Sie wählte oft religiöse Themen und gestaltete viele Krippenszenen für weihnachtliche Ausstellungen in den umliegenden Städten.
Blumenstillleben in matten, schwachen Farben zu Beginn der 1950er-Jahre scheinen den Tod ihres Mannes im Jahr 1956 anzukündigen. Durch diesen tief getroffen, hörte sie auf zu malen. Ihre jüngste Tochter holte sie zu sich nach Lünen und richtete ihr ein eigenes Atelier ein. Daraufhin wurde Clara Vogedes wieder aktiv, und es begann für sie, mit 65 Jahren, eine neue Schaffensperiode.
Sie nahm regelmäßig an Sommerkursen teil. Ende der 1960er-, Anfang der 1970er-Jahre schrieb sie sich an der 1953 von Oskar Kokoschka gegründeten „Internationalen Sommerakademie für Bildende Kunst“ (ISOAK) in Salzburg ein, u. a. in den Klassen von Emilio Vedova in abstrakter Malerei, von Zao Wou-Ki sowie von Jože Ciuha in Akt- und Porträtmalerei. Nach einigen abstrakten Kompositionen kehrte sie zu ihrem eigenen Stil zurück.
1969 und 1970 verbrachte sie die Sommermonate im "Atelier artistique international" in Séguret, wo der Maler Arthur Langlet Künstler vieler Länder und aller Gattungen wie Maler, Zeichner, Grafiker, Fotografen und Bildhauer, um sich versammelte. Es entstanden „Aquarellreihen vor der Landschaft, Sonnenuntergänge, Gewitterstudien, Licht und Stimmung der Camargue. Clara Vogedes' Aquarelle scheinen vibrierend zu schwingen: Licht, Luft, Atmosphärisches spielen hinein, und setzen daher einen starken lyrischen Akzent. Es geht ihr nicht um exakte Wiedergabe, sondern um die Erlebnisdimension beim Verweilen z. B. in der Landschaft, Malerei als ‚Existenzmitteilung‘“. Immer wieder unternahm sie Reisen: nach Griechenland (Rhodos, Kreta: dort ein längerer Aufenthalt in einer Künstlerkolonie dank eines Stipendiums), nach Andalusien, Frankreich (besonders nach Paris, in die Bretagne, Provence und Camargue), nach Prag, Tschechien, England, Norwegen, Dänemark und noch mit 85 Jahren nach Ägypten. Sie brachte von allen Reisen viele Zeichnungen und Landschaftsaquarelle mit, „die manchmal ganz abstrakt nur noch wie Farb- und Lichtstudien wirken.“
1977 erlitt sie einen ersten Schlaganfall, nach einem zweiten 1979 begab sie sich nach Heilbronn in die Nähe ihrer ältesten Tochter, einer Ärztin, wo sie 1983 starb.

## Posthum
Zu ihrem 100. Geburtstag widmete die Stadt Lünen 1992 ihrem Schaffen eine große Retrospektive. Über den Ausstellungstag: „Regentag in Lünen. Eine Stadt hüllt sich in graubraune Farben. Silhouetten verschwimmen vor dem Auge des Betrachters, wirken verwaschen und trist. Die von Clara Vogedes so treffend dargestellte Novemberstimmung, vor vielen Jahren als Aquarell verewigt, unterscheidet sich kaum von den wolkenverhangenen Grautönen des gestrigen Tages.“

## Einfluss
Auch junge Künstler interessieren sich für Clara Vogedes' Arbeiten. So gab es 2005 eine Ausstellung „Bilder aus dem Rucksack – Bilder ohne Skizzen“, Ausstellung der Ateliergruppe Lünen im Atelier von Heinz Cymontkowski, der Clara Vogedes' Bilder mit seinen eigenen, ab 2000 entstandenen Werken kontrastierte.
Zwei ihrer Enkelinnen, Kristine Oßwald (1961–2017), Zeichnerin und Video-Künstlerin, und Cornelia Oßwald-Hoffmann (Kunsthistorikerin und freie Kuratorin für zeitgenössische Kunst), sind in ihre Fußstapfen getreten.

## Bildergalerie (Auswahl)

Clara Vogedes – Privatkollektion
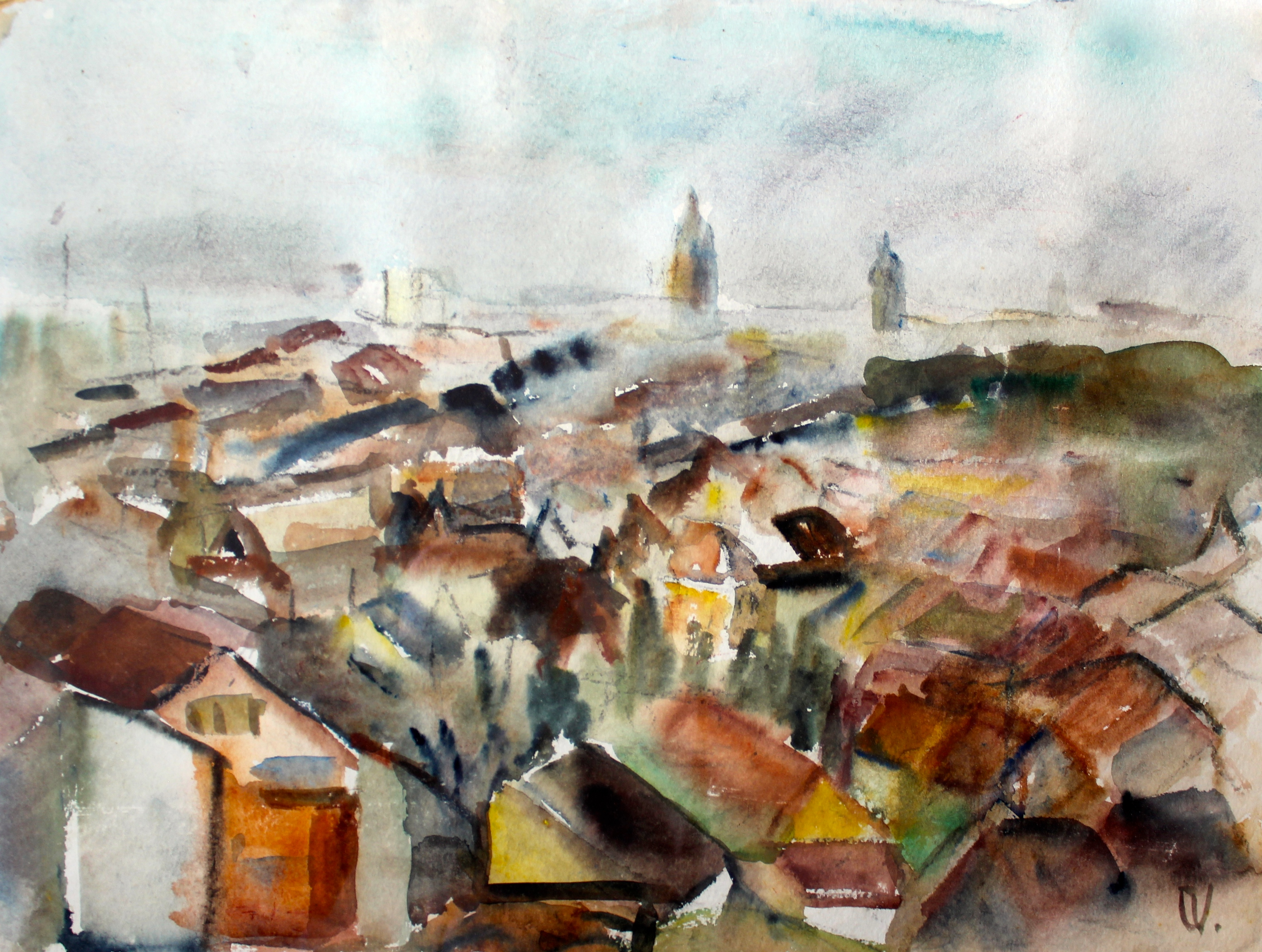
Lünen im Regen (1960)
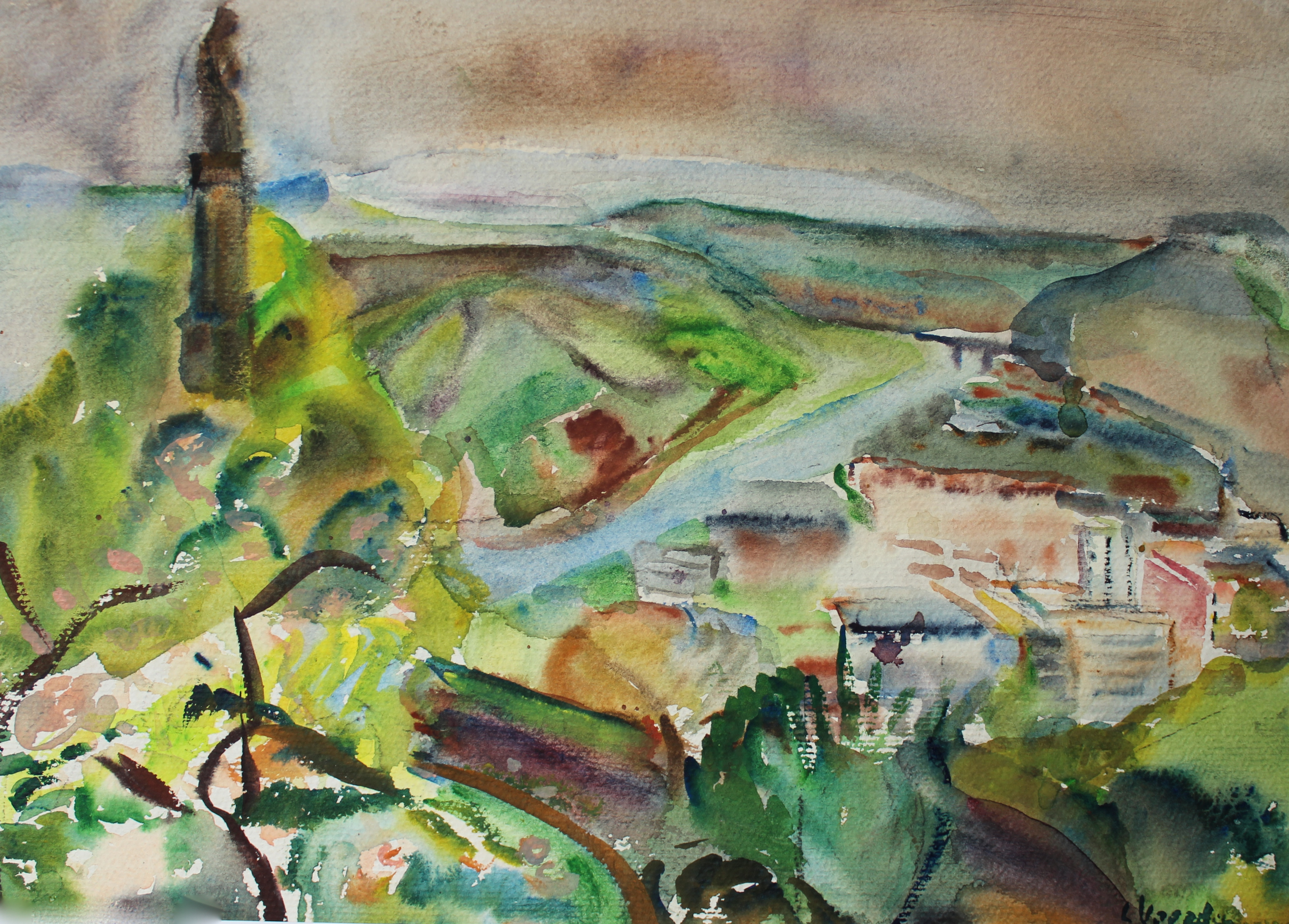
Mariensäule in Trier (1962)
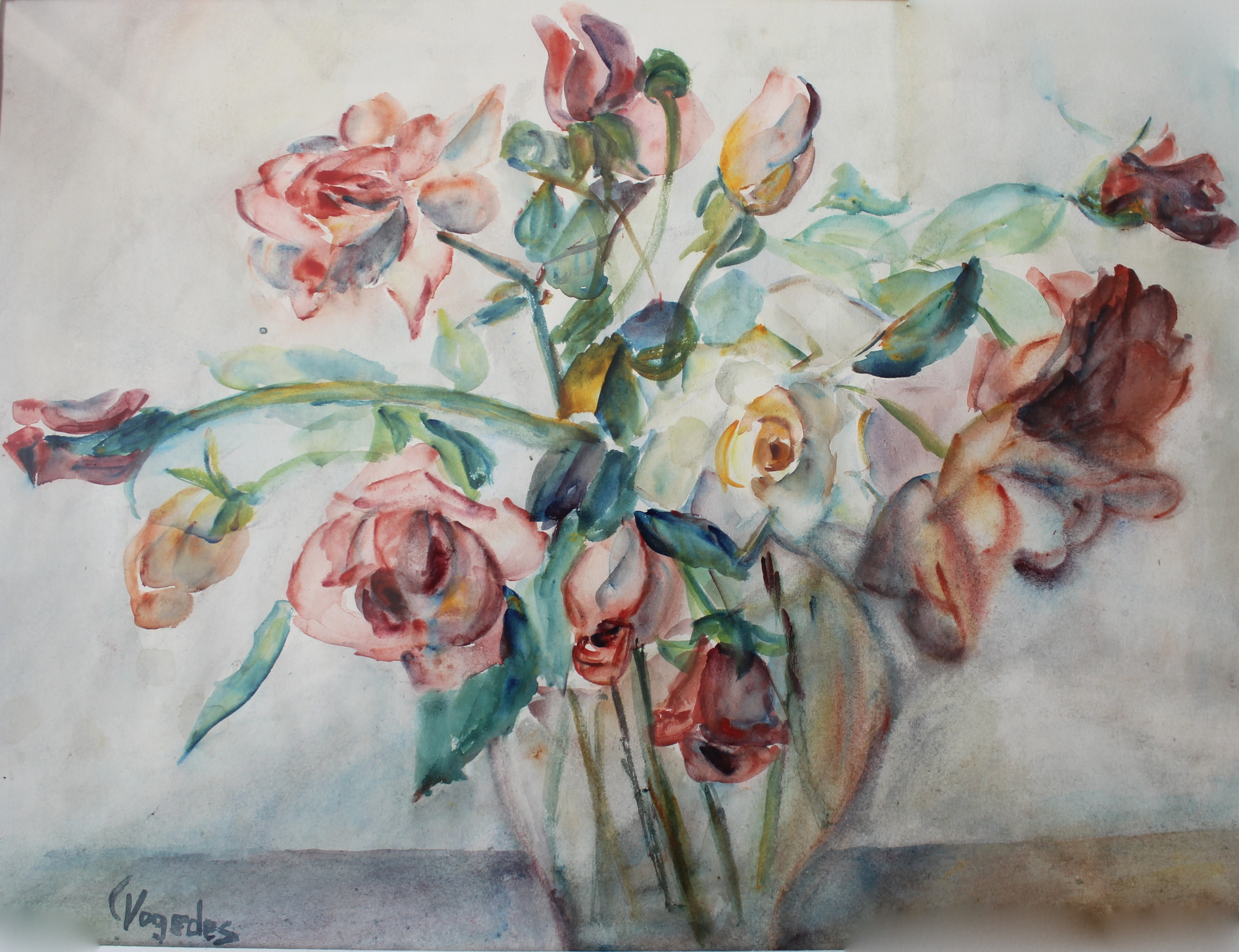
Rosen in konischer Vase (1969)
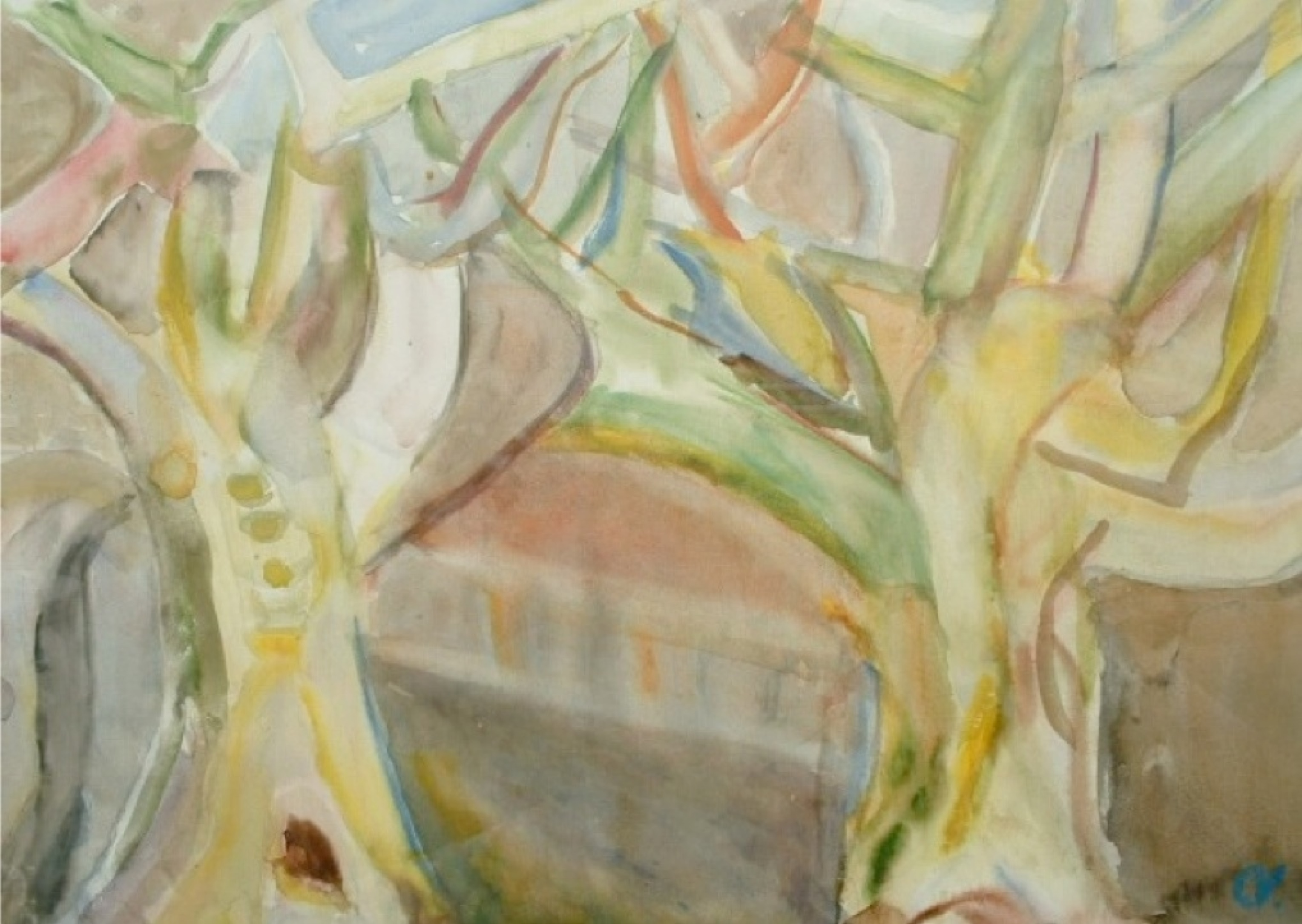
Platanen (1970)
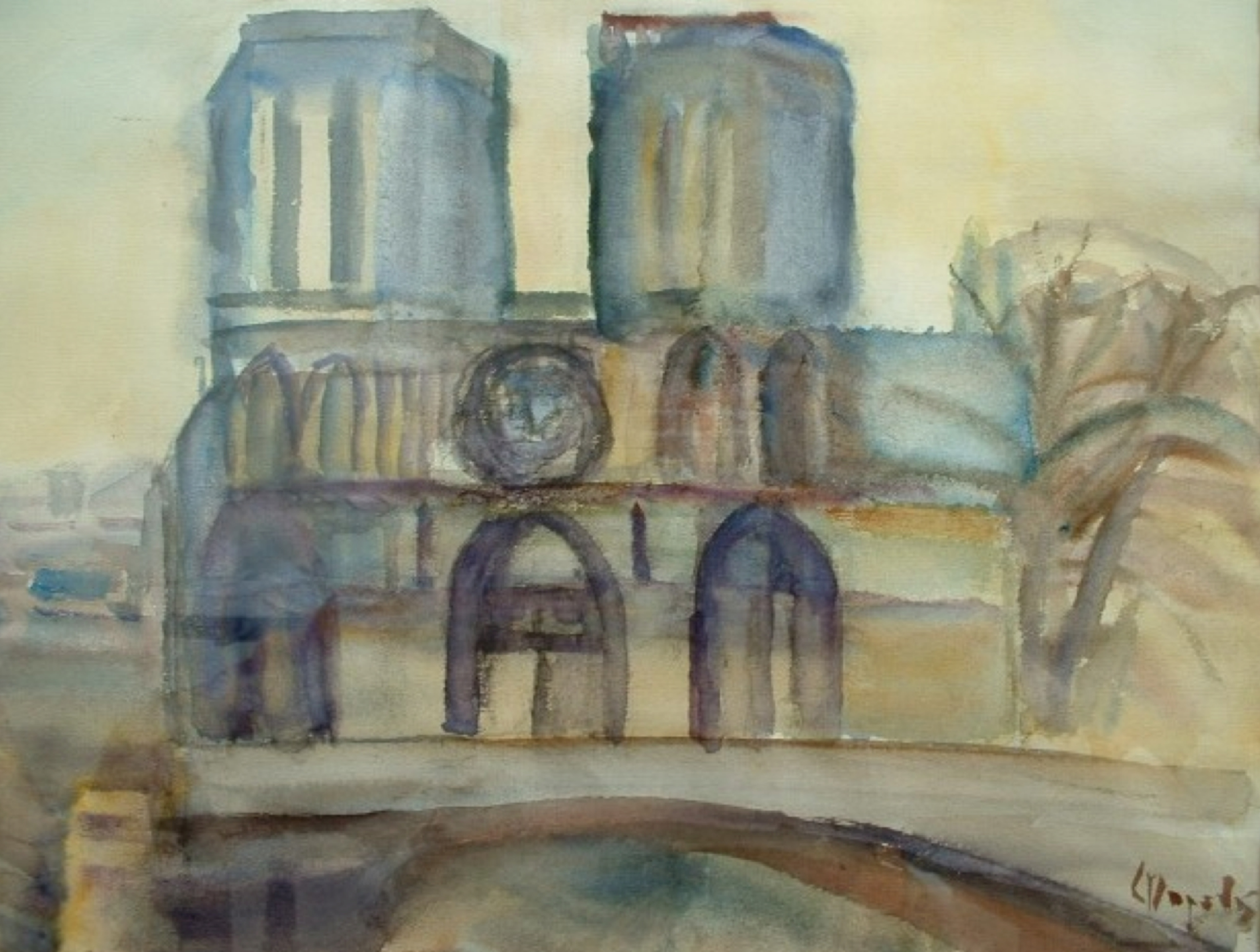
Notre-Dame nach der Ostermesse (1976)

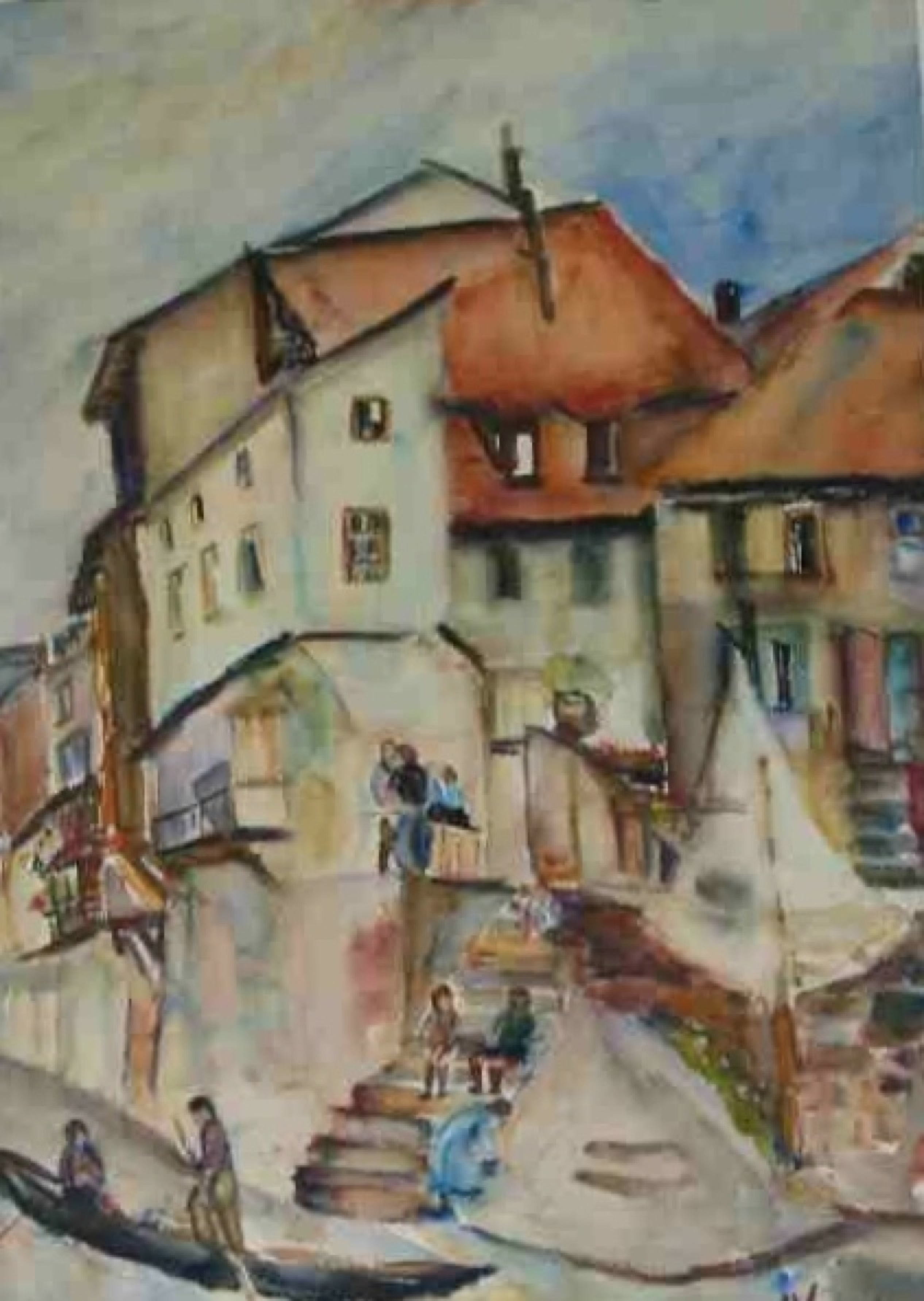
Fischerhaus an der Nahe (1937)
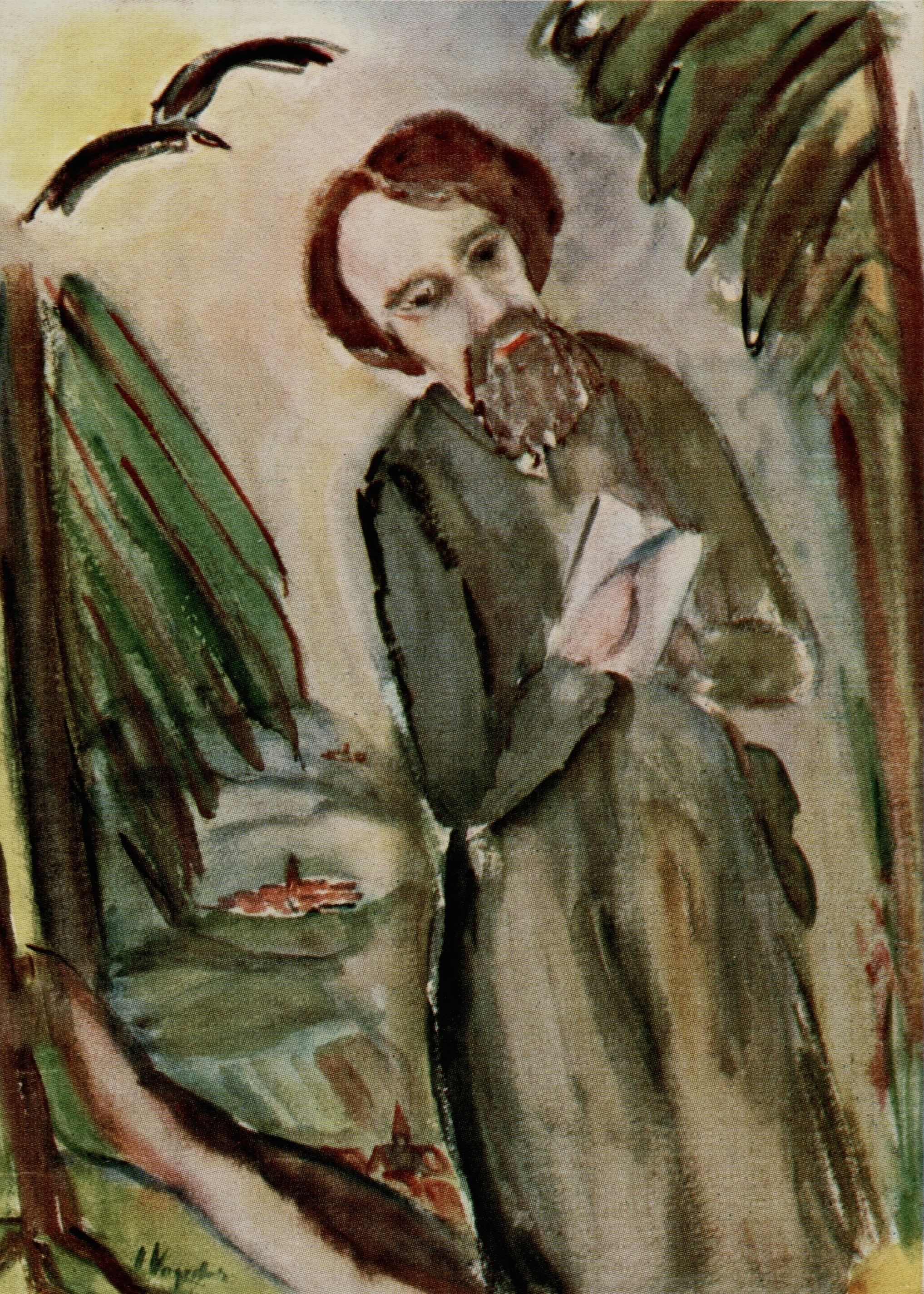
Peter Hille (1953)
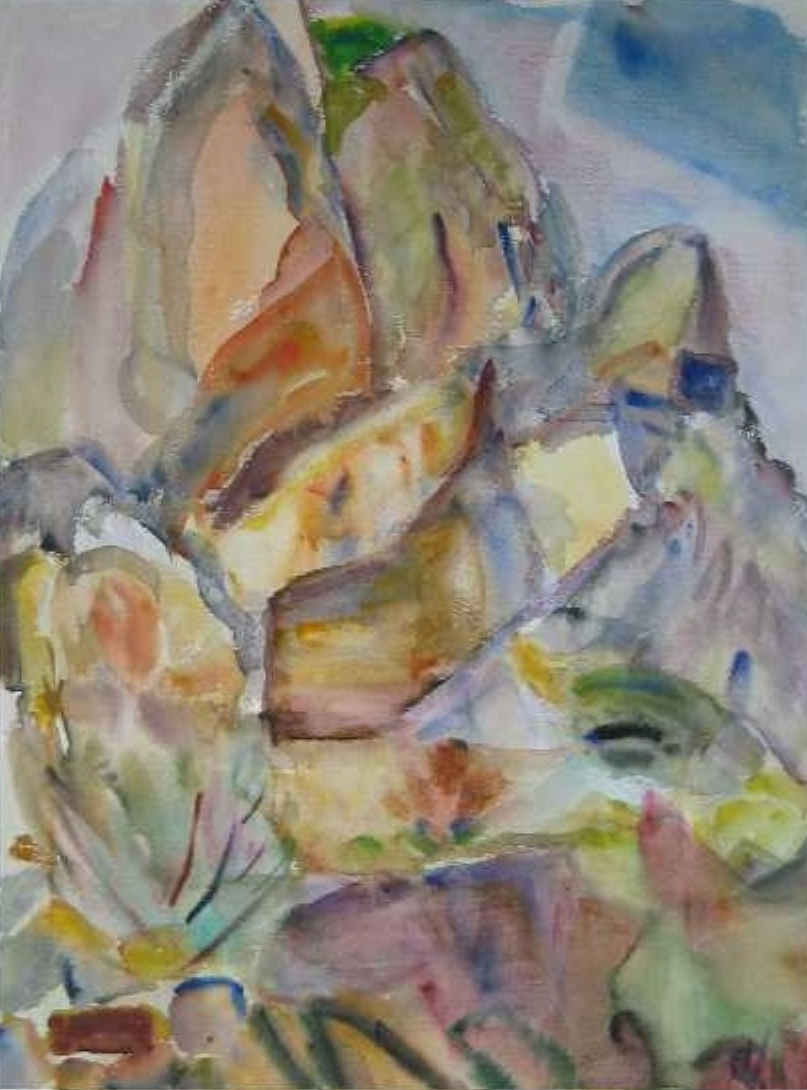
Mont Ventoux (1969)
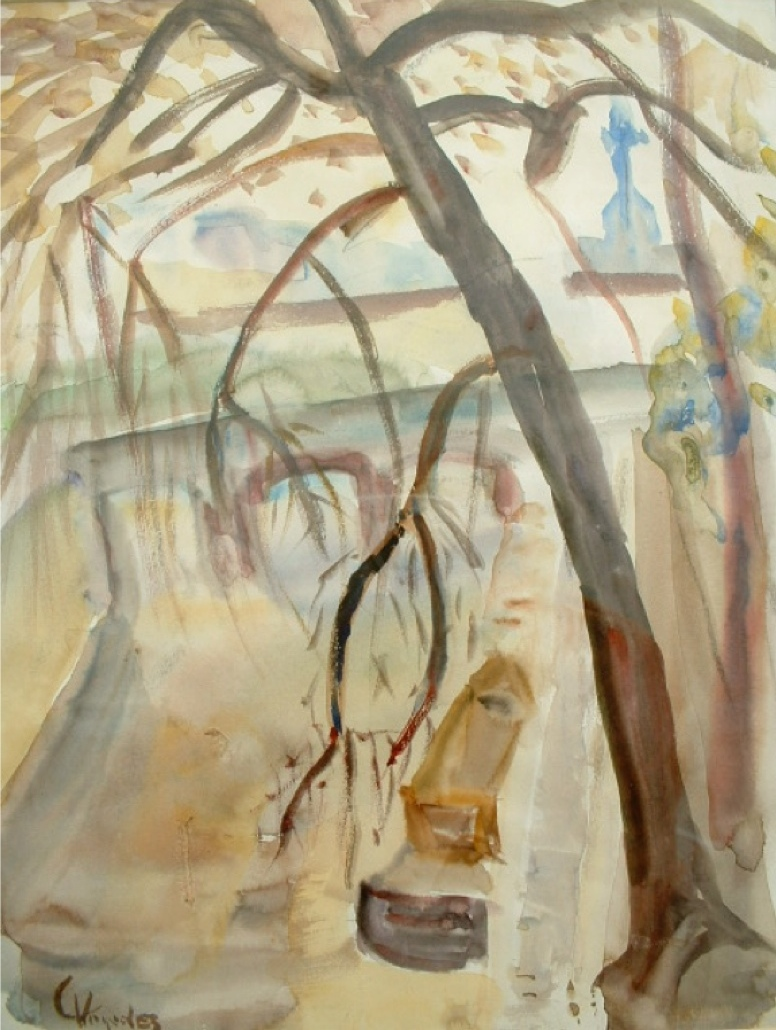
Seine-Kai (1976)
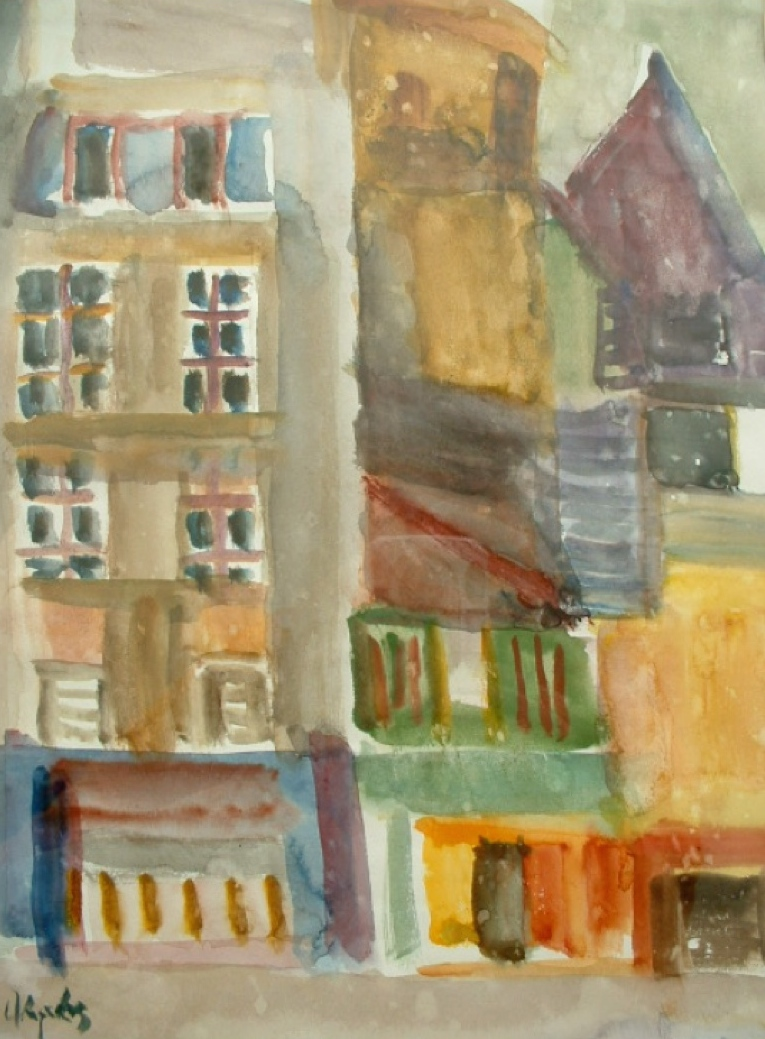
Rue Galande (1976)

## Ausstellungen
- 1932 Trier Casinosaal
- 1935–1939 Koblenz / Trier
- 1941 Saarbrücken Staatliches Museum
- 1942 Neunkirchen (Saar) Saalbau
- 1946 Münster Landesmuseum
- 1948 Bielefeld Galerie „William“ mit Otto Pankok
- 1949 Landau in der Pfalz "Kunst im Südwesten"
- 1954 Bielefeld WBK
- 1956 Bielefeld Galerie „Die kleine Brücke“
- 1959 Bielefeld „Dokumentation der Künstler in NRW“
- 1964 Bremen Galerie „Schnoor“
- 1967 Bielefeld Neues Museum
- 1970 Dortmund Rheinisch-Westfälische Auslandsgesellschaft „Bilder der Provence“
- 1971 Lüdinghausen Burg Vischering „Rosenbilder“
- 1971 Heilbronn Stadtmuseum „Heilbronn im Aquarell“
- 1971 Selm Gruppenausstellung in der Friedenskirche zum Thema „Vom Frieden leben wir“ zusammen mit Werken von Ernst Barlach, Käthe Kollwitz und Otto Dix.
- 1972 Lüdinghausen „Deutsche Landschaften“
- 1972 Nordkirchen Schloss „Griechische Impressionen“
- 1972–1976 Einzel- und Gruppenausstellungen in Lemgo, Trier, Selm, Krefeld, Höxter (Kloster Corvey), Lünen, Lüdinghausen
- 1976 Dortmund Siemens AG Kasino „Paris - Aquarelle, Kohlezeichnungen, Lithographien“
- 1976 Arnsberg Sauerlandmuseum „Städte und Landschaften“
- 1977 Salzburg Trakelhaus „Bilder aus Salzburg 1965–1975“
- 1978 Lünen Heinz Hilpert Theater
- 1984 Lünen Sparkasse „Aquarelle aus Paderborn“
- 1985 Paderborn Medienzentrum für das Erzbistum PB „Bilder aus Paderborn“
- 1988 Buc (France, Yvelines) Centre culturel des Arcades
- 1992 Nieheim St. Nikolaus Wohnstift „Aquarelle“
- 1992 Lünen Stadtgalerie des Kulturamtes „Retrospektive Clara Vogedes 1892–1992“
- 1993–2010 Weitere Einzel- und Gruppenausstellungen in Städten Nordrhein-Westfalens zu religiösen Themen (Krippenmotive in Aquarell, Batiken, Lithographien) in Lünen, Bergkamen, Telgte
- 2008 Lünen „Bilder aus dem Rucksack“
- 2010 Worpswede/Teufelsmoor „Ulice id est Moer“ Kunst- und Kulturtage

## Ehrungen
Am 29. April 1999 wurde in Lünen ihr zu Ehren eine Straße benannt.

## Bibliographie
- Ulrika Evers, Deutsche Künstlerinnen des 20. Jahrhunderts, Malerei – Bildhauerei – Tapisserie, Ludwig-Schultheis-Verlag, Hamburg, 1983, S. 355 und 356, ISBN 3-920855-01-9

- Paderborner Künstlerlexikon. Lexikon Paderborner Künstlerinnen und Künstler des 19. und 20. Jahrhunderts in der Bildenden Kunst. Verein für Geschichte an der Universität-GH-Paderborn, SH-Verlag, 1996, S. 273, ISBN 3-89498-008-7